# 德爾馬斯 (普馬蘭加省)
德爾馬斯是南非的城鎮，位於該國東北部，由普馬蘭加省負責管轄，距離普利托里亞73公里，始建於1907年，面積13.41平方公里，2001年人口3,496，人口密度每平方公里260人。